# 이한들
이한들(1994년 6월 14일 ~)은 대한민국의 가수다. 2017년 소니뮤직엔터테인먼트 코리아 주최 Searching 4U 오디션에서 500:1 경쟁률을 뚫고 우승하며 2017년 싱글 앨범 [Searching 4U]로 데뷔했다. 2018년 이마트와 K-NOTE 뮤직 아카데미, 한국음악저작권협회가 손잡고 숨어 있는 뮤지션 발굴을 위해 진행한 이마트 뮤직챌린지에서 1,860여 곡 중 TOP10으로 입상, 자작곡 Don't Hesitate 싱글 앨범을 발매했다.

## 방송
- 포커스 : Folk Us (2020) - Top41(17위)

## 음반
- 크리스마스 일기 (2016)
- Searching 4U (2017)
- Don't Hesitate (2018)
- 너라는 봄 (2019)
- On the hill (2021)

## 수상
- 신인 가수 발굴 오디션 ‘서칭 포 유’(Searching 4 U) 최종 우승 (2017)
- 대한민국문화연예대상 케이팝 부문 남자 신인상 (2018)